# 乌尔波·于勒宁
乌尔波·于勒宁（芬蘭語：Urpo Ylönen，1943年5月25日—），芬兰男子冰球运动员。他曾代表芬兰国家队参加1968年和1976年冬季奥林匹克运动会冰球比赛，分别获得第五名和第四名。